# Петров, Вячеслав Васильевич
Вячеслав Васильевич Петров (3 августа 1940, г. Лиски, Воронежская область, РСФСР, СССР) — советский и украинский учёный в области оптоэлектронного материаловедения, информационных технологий и оптической записи информации, академик НАН Украины (2012), доктор технических наук (1983), профессор (1991), Заслуженный деятель науки и техники Украины (1998), Лауреат Государственной премии Украины в области науки и техники (2008), директор Института проблем регистрации информации НАН Украины (с 1987).
Один из академиков-основателей АТН Украины, член Научно-технического совета Национальной программы информатизации, член Координационного совета по вопросам информатизации при ВР Украины, один из основателей и член Научного совета НАНУ «Интеллектуальные информационные технологии», член Бюро Отдела информатики HAHУ, член Совета директоров научных библиотек и научно-информационных центров национальной академий наук при Международной ассоциации академий наук.
Автор около 600 публикаций, в частности 8 монографий; свыше 230 изобретений.
Владеет немецким языком.
Увлечение: поэзия, путешествия.

## Биография
Родился 3 августа 1940 года в г. Лиски Воронежской обл. в семье рабочих.
В 1962 году закончил Харьковский политехнический институт им. В. И. Ленина (1957—1962), инженер-электромеханик; кандидатская диссертация «Резистивные матрицы и некоторые их применения в вычислительной технике» (1968).
В 1983 году защитил докторскую диссертацию «Физико-технические основы создания запоминающих устройств большой ёмкости на оптических дисках».

### Занимаемые посты
- 1962—1964 годы — инженер, старший инженер Харьковского политехнического института;
- 1964—1971 годы — аспирант, младший научный сотрудник, старший научный сотрудник Института кибернетики АН УССР;
- 1971—1981 годы — руководитель лаборатории, начальник совместной лаборатории Института электродинамики АН УССР;
- 1981—1987 годы — руководитель отраслевого отдела, заместитель директора Института проблем моделирования в энергетике АН УССР;
- 1988—1998 годы — зам. академика-секретаря Отдела информатики НАНУ;
- с 1987 года — до настоящего времени — основатель и директор Института проблем регистрации информации НАН Украины;
- 1991—2000 годы — основатель и гл. редактор электронной компьютерной газеты «ВСЕ-ВСЕМ»;
- с 1995 года — главный редактор Украинского научного реферативного журнала «Джерело»;
- с 1998 года — до настоящего времени — гл. редактор научно-техн. журнала «Регистрация, хранение и обработка данных».

Автор больше 600 публикаций, в частности 8 монографий, свыше 230 изобретений. Четыре лицензии приобретены компанией «Самсунг».

### Награждения
Лауреат 1-й Украинской республиканской премии молодых учёных в области кибернетики (1967), премии Президиума AH СССР (1973), премии АН УССР им. С. А. Лебедева (1991), 1-й ежегодной премии Госпатента Украины «Изобретение года» (1993), премии НАН Украины им. В. М. Глушкова (1996). Диплом Международного общества оптической техники (SPIE) (1997). Диплом члена Международной Академии лидеров бизнеса и администрации (1997). Лауреат национальной награды «Henry Ford European Conservation Awards» (1999); «Золотая Звезда Давида» (1999). Почётное звание «Заслуженный деятель науки и техники Украины» (1998); орден «Знак почёта» (1986); орден «За заслуги» III степени (2003), награда НАН Украины «За научные достижения» (2007), Почётная грамота Государственного департамента по вопросам связи и информатизации Министерства транспорта и связи Украины (2007); Государственная премия Украины в области науки и техники (2008); орден «За заслуги» II степени (2008); орден «За заслуги» I степени (2015).

### Научные интересы
Научные исследования посвящены:
- созданию физических основ, принципов, методов и систем оптической регистрации информации;
- созданию материалов для оптической регистрации информации и управления оптическим излучением;
- созданию технологии долговременного хранения цифровой информации;
- разработке методов и созданию баз данных информации с раритетных носителей и баз данных научной реферативной информации;
- разработке и внедрению высоких технологий в медицинскую практику (в области офтальмологии) и для оснащения автодорог с целью обеспечения безопасности движения.

Эти направления исследований вызывают интерес научной общественности, и В. В. Петров входит в число 5 учёных Украины, которые сделали наибольшее количество научных докладов на заседаниях Президиума НАН Украины.

#### Основные научные результаты (с 2012 года академика HAH Украины) В. В. Петрова
1. Открыт эффект неорганической фотолитографии, впервые в мире получены элементы субмикронных размеров.
2. На Всемирном электротехническом конгрессе в 1977 году впервые в мире, за семь лет до появления первых компакт-дисков, предложена концепция оптического диска как «единого носителя информации» и обоснованы принципы создания оптико-механических запоминающих устройств.
3. Впервые в мире созданы и подключены к суперЭВМ оптические диски большой ёмкости ЕС 5350 и оптические цилиндры ЕС 5153.
4. Синтезирован и исследован широкий круг тонкоплёночных материалов для оптической записи и долговременного хранения информации.
5. Впервые в мире предложен, разработан и исследован метод оптической динамической иммерсионной записи информации.
6. Теоретически обоснована, разработана и внедрена система массового распространения компьютерной информации с помощью широкополосных телевизионных каналов, которая работала на Украине 10 лет.
7. Теоретически обоснован и технологически отработан метод изготовления оптических носителей информации на сапфире с большим сроком хранения.
8. Разработана технология и оборудование для изготовления высокоэффективных микропризменных световозвращающих элементов.
9. Предложен метод изготовления высококачественных микрорельефных структур для высокоэффективного лечения косоглазия у детей, внедрённый в диагностическом наборе компенсаторов косоглазия призменных КК-42. Сегодня этот набор зарегистрирован в МЗ Украины как изделие медицинского назначения.
10. Разработан, создан и внедрён принципиально новый метод и комплекс прецизионного оборудования для восстановления и реставрации звука с восковых цилиндров Эдисона, признанный международными экспертами лучшим в мире. На сегодня воспроизведены уникальные коллекции звукового наследия мирового значения Украины, Израиля, Дании, Польши, России. Воспроизведённая коллекция музыкального фольклора из фондов Национальной библиотеки Украины им. В. И. Вернадского занесённая в Реестр ЮНЕСКО мировых культурных достопримечательностей «Память мира» и стала в нём первым объектом от Украины.

#### Научно-организационная работа
- Основатель и директор Института проблем регистрации информации НАН Украины с 1987 года.
- Главный конструктор первого накопителя информации ЕС5150 для ЭВМ со сменным оптическим диском ёмкостью 2500 Мбайт и принципиально нового первого в мире малогабаритного накопителя с иммерсионной записью на оптических цилиндрах ЕС5153 ёмкостью 200 Мбайт для использования в персональных ЭВМ.
- Главный редактор разработанной под его научным руководством электронной компьютерной газеты «ВСЕ-ВСЕМ» (с 1991 по 2000 гг.). Организатор серийного производства аппаратуры для этой системы на трёх заводах Украины и установки около 10 тыс. рабочих мест абонентов системы в разных организациях, государственных предприятиях, научных учреждениях и учебных заведениях, в том числе в 591 Государственной налоговой администрации на всей территории Украины.
- Инициатор обеспечения учёных Украины с помощью электронной компьютерной газеты «ВСЕ-ВСЕМ» научной информацией всего мира — реферативными изданиями баз данных «Current Contents» Института научной информации США (ISI).
- Инициатор разработки Программы информатизации г. Киева, под его руководством создана Концепция информатизации г. Киева и в ИПРИ HAH Украины разработана корпоративная компьютерная сеть Киевской городской государственной администрации.
- Инициатор создания и главный редактор Украинского научного реферативного журнала «Джерело», который фактически стал главным национальным научным реферативным журналом, способствующим информированию научной общественности о достижениях на Украине по всем областям знаний
- Один из разработчиков технологии и оборудования для изготовления высокоэффективных микропризменных световозвращающих элементов, внедрённых в микропризменных компенсаторах косоглазия КК-42, предназначенных для диагностики и лечения косоглазия у детей, а также для оснастки автодорог с целью обеспечения безопасности движения (дорожные вставки, колесоотбойные ленты, дорожные столбики).
- Один из разработчиков технологии и оборудования для изготовления высокоэффективных микропризменных световозвращающих элементов, внедрённых в диагностическом наборе компенсаторов косоглазия призменных КК-42, предназначенном для диагностики и лечения косоглазия у детей, а также для оснастки автодорог с целью обеспечения безопасности движения (дорожные вставки, колесоотбойные ленты, дорожные столбики).
- Член Бюро Отделения информатики HAH Украины (с 1988 года), заместитель председателя Научно-издательского совета НАН Украины, председатель секции Координационного совета по науке и инновациям по стратегическому направлению инновационной деятельности «Широкое применение современных информационных технологий», один из академиков-основателей Академии технологических наук Украины, член Координационного совета по вопросам информатизации при Верховной Раде Украины, член Совета директоров научных библиотек и научно- информационных центров национальных академий наук при Международной ассоциации академий наук, член правления ряда научных ассоциаций, специализированных советов по защите диссертаций, член редакционных коллегий, соучредитель и член правления «Фонда Глушкова», заместитель академика-секретаря Отделения информатики НАН Украины (1988—1998).

## Из библиографии
- Коррекция ошибок в оптических накопителях информации / А. П. Типикин, В. В. Петров, А. Г. Бабанин; АН УССР, Ин-т пробл. регистрации информ. — Киев : Наук. думка, 1990. — 166, [3] с. : ил.; 23 см; ISBN 5-12-001823-8
- Оптико-механические запоминающие устройства / Петров В.В., Крючин А.А., Токарь А.П., Шанойло С.М., Сандул В.Я. — К.: Наук. думка. — 1992. — 152 с.
- Автоматизированные системы массового распространения информации / В.В. Петров, А.В. Нестеренко. — К.: Наук. думка, 1993.
- Широкополосные мультисервисные сети – новая платформа телекоммуникационных магистралей и услуг. Аналитический обзор / Петров В.В., Стиржак А.Е. - К.: Нора-принт. 1999. - 134 с.
- Оптические диски: история, состояние, перспективы развития / Петров В.В., Крючин А.А., Шанойло С.М. и др. — К.: Наук. думка, 2004. — 174 с.
- Металлические носители для долговременного хранения информации / Петров В.В. и др. (2005)